# Secretaria do Meio Ambiente e Infraestrutura do Estado do Rio Grande do Sul
A Secretaria Estadual do Meio Ambiente (SEMA), criada em 1999, é o órgão central do Sistema Estadual de Proteção Ambiental (SISEPRA), responsável pela política ambiental do Rio Grande do Sul. 
A partir de dezembro de 2014, sob forte protesto da comunidade ambientalista do Rio Grande do Sul, a pasta passou a ser denominada Secretaria do Ambiente e Desenvolvimento Sustentável, conforme o projeto de Lei nº 282/2014 do Poder Executivo, aprovado pela Assembleia Legislativa. A matéria altera a Lei n.º 13.601, de 1 de janeiro de 2011, que dispõe sobre a estrutura administrativa do Poder Executivo do Estado do Rio Grande do Sul e dá outras providências.
A Secretaria do Ambiente e Desenvolvimento Sustentável é constituída por três departamentos - Departamento Administrativo; Departamento de Florestas e Áreas Protegidas (DEFAP); e Departamento de Recursos Hídricos (DRH); e por duas vinculadas - Fundação Estadual de Proteção Ambiental (FEPAM) e Fundação Zoobotânica do RS (FZB-RS), além do Setor de Fauna e divisões que integram o DEFAP e o DRH.

## Principais programas
- RS Biodiversidade;
- Sistema de Monitoramento e Alerta de Desastres;
- SIRAM;
- Mata Ciliar;
- Repovoamento da Araucária;
- Conservação da Mata Atlântica;
- Programa Aquífero Guarani;
- Programa de Educação Ambiental Compartilhado;
- Inventário Florestal;
- Pró-Mar-de-Dentro;
- SIGA-RS.